# Rhagonycha brancuccii
Rhagonycha brancuccii es una especie de coleóptero de la familia Cantharidae.

## Distribución geográfica
Habita en Turquía.